# Peter Kalff
Peter Kalff (* 1440; † nach 1465) war ein deutscher Zisterziensermönch. Er galt lange als Verfasser des Redentiner Osterspiels.

## Leben
Über sein Leben ist wenig bekannt. Er war ein Zisterzienser und wird 1465 als magister curiae Redentin, also als Hofmeister des zum Zisterzienser-Kloster Bad Doberan gehörenden Hofes in Redentin bei Wismar, heute Ortsteil von Krusenhagen, genannt. Daraus schloss Carl Schröder 1898 bei seiner Edition des Redentiner Osterspiels, er sei auch der Verfasser des Spiels gewesen. Diese Annahme ist aber seit den 1960er Jahren zunehmend in Frage gestellt worden. Es ist nicht einmal sicher, ob er der Verfasser der Abschrift ist.
Nach Peter Kalff ist im Rostocker Hansaviertel die Peter-Kalff-Straße  benannt.